# Калондер, Феликс-Луи
Феликс-Луи Калондер (фр. Felix-Louis Calonder; 7 декабря 1863 года, Скуоль, кантон Граубюнден, Швейцария — 14 июня 1952 года, Цюрих, Швейцария) — швейцарский политик, президент.

## Образование и начало карьеры
Феликс-Луи Калондер изучал право в Цюрихе, Мюнхене, Париже и Берне, где он в 1889 году защитил докторскую диссертацию по международному праву. После завершения обучения, Калондер вернулся в Кур, где работал секретарём суда, а затем основал собственную адвокатскую фирму. В 1892 году он женился Урсулине Вальтер, с которой имел троих детей.

## Законодательная деятельность
В 1891 году Калондер был избран в кантональный парламент Граубюндена, где он представлял свободных демократов, и сохранил свой мандат до 1913 года. В 1893 году он безуспешно боролся за место в кантональном правительстве. К концу 1890-х годов, он приобрел авторитет в области транспортной политики, его борьба за восточную альпийскую железную дорогу и лоббирование федеральных субсидий на Ретийскую железную дорогу помогли ему занять одно из двух мест от Граубюндена в Швейцарском Совете кантонов в 1899 году. Во время своего пребывания в Совете кантонов, ему был предоставлен мандат на проведение переговоров по соглашению с Великим Герцогством Баден, касающиеся использования Рейна для транспортного судоходства и гидроэнергетики. С 4 декабря 1911 года по 2 декабря 1912 года Калондер был президентом Совета кантонов.

## В правительстве
Когда в 1912 году умер федеральный советник Адольф Дойхер, Калондер был одним из кандидатов на вакантное место в Швейцарском Федеральном совете. 17 июля 1912 года, он проиграл выборы Эдмунду Шультесу в первом же голосовании, частично из-за решительной поддержки, которая была оказана Шультесу со стороны католических консерваторов, фермерских организаций, а также промышленного лобби.
На следующий год, в мае 1913 года умер член Федерального совета Луи Перье, и кандидатура Калондера была более перспективной. В этот раз католические консерваторы поддержали его, и он легко выиграл выборы в первом туре с 151 из 199 голосов.
- 12 июня 1913 — 12 февраля 1920 — член Федерального совета Швейцарии.
- май 1913 — 31 декабря 1917 — начальник департамента (министр) внутренних дел.
- 1 января — 31 декабря 1917 — вице-президент Швейцарии.
- 1 января 1918 — 31 декабря 1919 — начальник политического департамента.
- 1 января — 31 декабря 1918 — президент Швейцарии.

## После отставки
После его отставки в 1920 году, Калондер был назначен Лигой Наций посредником в Аландском кризисе. В 1921 году он провел в Женеве конференцию по урегулированию Силезского восстания. С 1922 по 1937 год жил в Катовице, где в качестве председателя смешанной немецко-польской комиссии, он контролировал исполнение итогов Женевской конференции. В 1937 году переехал в Цюрих и работал адвокатом. Феликс-Луи Калондер скончался 14 июня 1952 года в Цюрихе.